# Сіль землі
«Сіль землі» — це роман Юзефа Вітліна, опублікований у 1935 році. Цей твір мав стати першою частиною запланованої трилогії під загальною назвою «Роман про терплячого Вокера». Однак через складні обставини наступні частини трилогії так і не були завершені.
Роман розповідає про долю Пьотра Нєвядомського, неписьменного сільського простака, якого мобілізували до австро-угорської армії під час Першої світової війни. Вітлін із пронизливою увагою до деталей змальовує простоту та наївність головного героя, який стикається з безжальною військовою машиною.
Особливо вирізняються пацифістські акценти роману. Через історію Нєвядомського автор показує безглуздість і жорстокість війни, акцентуючи на долях простих людей, які стають її жертвами. Стиль роману насичений елементами експресіонізму, що підкреслює емоційність та напруженість розповіді.
У 1939 році роман «Сіль землі» був включений до списку претендентів на Нобелівську премію з літератури, що засвідчує його важливість у європейській літературі міжвоєнного періоду.
Цей твір залишається одним із найпотужніших прикладів літератури, що досліджує людяність і трагедію в умовах історичних катастроф.

## Обставини створення та видання
Десять років життя, десятиліття невтомного копирсання в найглибших закутках людської душі, зрештою, увінчалися першим кроком — публікацією його роману «Роман терплячого ходуна». Видання побачило світ у 1935 році (офіційна дата виходу — 1936), і хоча це лише перша частина запланованої трилогії, автор відчував, що заклав фундамент для чогось більшого, ніж просто літературна праця.
План трилогії народився разом з ідеєю дослідити тернистий шлях людського буття. Наступні частини, «Здорова смерть» і «Діра в небі», мали доповнити цю філософську мозаїку. Вони мали розповісти про боротьбу людини зі смертю, пошуки віри й сенсу в порожнечі сучасного світу. На жаль, доля виявилася менш терплячою, ніж його «ходун».
У 1940 році, під час невдалої спроби втекти з Франції до Великої Британії, автор втратив фрагменти другого тому. Лише невелика частина цієї праці — уривок із «Здорової смерті» — змогла побачити світ завдяки паризькому журналу «Культура» у 1972 році.
Гіркота цієї втрати супроводжувала Вітліна до самої смерти. Можливо, саме тому він так і не зміг завершити трилогію, яку задумав. Але чи можна назвати втрату кінцем? Він вірив, що слова, які з'явилися на папері, знайшли свій шлях до читача. А той, хто здатен прочитати між рядків, неодмінно знайде у «Романі терплячого ходуна» зерна інших двох книг.
Його «ходун» і досі терпляче шукає істину. Він йде крок за кроком, і, можливо, хтось із вас продовжить цей шлях там, де я змушений був зупинитися.

## Час дії
Дія роману охоплює драматичний період, що розгортається від ранку 28 липня 1914 року — дня, коли Австро-Угорщина офіційно оголосила війну Сербії, — і завершується вранці 25 серпня 1914 року, у розпалі Першої світової війни.

## Сюжет

### Пролог
Перед читачем постає сцена, сповнена драматизму: старий, змучений Франц Йосиф I сидить за столом, оточений своїми міністрами. Вони обговорюють вбивство у Сараєво, цей жорстокий постріл, який став прелюдією до масової біди. Лунають холодні аргументи, вагання, політичний тиск. І ось він, момент, що змінює долі мільйонів: імператор, спираючись на переконання своїх міністрів, неохоче підписує оголошення війни.

### Роман
Головний герой твору, Пьотр Нєвядомський, є живим уособленням контрастів і розривів у тогочасному суспільстві. Неписьменний, але сповнений щирої простоти, він є сином матері-гуцулки та невідомого поляка, що відразу ставить його на межі двох культур. Його доля, як і доля багатьох інших, різко змінюється з початком війни.
Пьотр працює вантажником на станції Топори-Чернеліца, але з початком війни отримує підвищення: він має замінити лінійного Банасика, призваного до армії. Цей момент стає для нього символічним, адже з новою посадою приходить можливість носити залізничний кашкет з імператорським орлом — для Нєвядомського це є ознакою справжньої значущості.
Проте радість триває недовго. Незабаром його викликають до призовної комісії в Снятині, де, попри проблеми із серцем, його визнають придатним до військової служби. Так Пьотр залишає рідну станцію та вступає в лави піхоти. Разом з іншими новобранцями він складає присягу імператору, що символізує прощання з попереднім життям і перехід у нову, непевну реальність.
Повернувшись додому на короткий час, Пьотр прощається зі своєю коханою Магдою та улюбленим псом Басом. Він готується залишити село, яке залишається його єдиним затишком. Відхід гарнізону (21 серпня) супроводжується незвичайними подіями: селяни дізнаються про смерть Папи Пія Х, а сонячне затемнення цього ж дня викликає у них думки про кінець світу.
Подорож до Угорщини, де Нєвядомський із новобранцями проходить підготовку, є гірким усвідомленням воєнної реальності. На новому місці панує атмосфера поразки через новини про невдачі австрійських військ у Галицькій битві. Керівництво новобранцями бере на себе штафельдфебель (штаб-сержант) Бахматюк — суворий фанатик субординації, який сліпо вірить у військовий порядок як найвищу цінність.
На третій день перебування в Угорщині Пьотр складає військову присягу, остаточно перетворюючись із простого вантажника на солдата імперії. Ця сцена, як і весь роман, пронизана болем і сумнівами, адже герої, попри всю свою простоту, глибоко відчувають трагізм історичного моменту.

## Виноски
1. ↑  Wittlin, Józef (1991). Ewa Wiegandt Wstęp. Sól ziemi. Wrocław: Zakład Narodowy im. Ossolińskich - Wydawnictwo. с. LXXX. ISBN 83-04-03621-5.
2. ↑  Ewa Wiegandt Wstęp. W: Józef Wittlin: Sól ziemi. Wrocław: Zakład Narodowy im. Ossolińskich - Wydawnictwo, 1991, ss. XLVIII. ISBN 83-04-03621-5.
3. ↑  Wittlin, Józef (1991). Ewa Wiegandt Wstęp. Sól ziemi. Wrocław: Zakład Narodowy im. Ossolińskich - Wydawnictwo. с. LIII. ISBN 83-04-03621-5.